# Metriocnemus conicus
Metriocnemus conicus är en tvåvingeart som beskrevs av Freeman 1955. Metriocnemus conicus ingår i släktet Metriocnemus och familjen fjädermyggor.
Artens utbredningsområde är Rwanda. Inga underarter finns listade i Catalogue of Life.